# Клеј (Пенсилванија)
Клеј (енгл. Clay) насељено је место без административног статуса у америчкој савезној држави Пенсилванија.

## Демографија
По попису из 2010. године број становника је 1.559.
| Група             | 2000.    | 2010.         |
| Белци             | 0 (0,0%) | 1.454 (93,3%) |
| Афроамериканци    | 0 (0,0%) | 4 (0,3%)      |
| Азијати           | 0 (0,0%) | 44 (2,8%)     |
| Хиспаноамериканци | 0 (0,0%) | 40 (2,6%)     |
| Укупно            | 0        | 1.559         |